# 小花细柄茅
小花细柄茅（学名：Ptilagrostis dichotoma var. roshevitsiana）为禾本科细柄茅属下的一个变种。